# Monumento aos Restauradores
O Monumento aos Restauradores é um obelisco no centro da Praça dos Restauradores, em Lisboa. Tem 30 metros de altura e foi inaugurado em 28 de abril de 1886, com o custo de 45 contos de réis. Comemora o fim da união ibérica em 1 de dezembro de 1640.

## Descrição
O Monumento foi custeado por subscrição pública, aberta em Portugal e no Brasil, gerida por uma comissão sob a presidência do Marquês de Sá da Bandeira impulsionado pela Comissão Central do 1.º de Dezembro de 1640 do qual fazia parte.

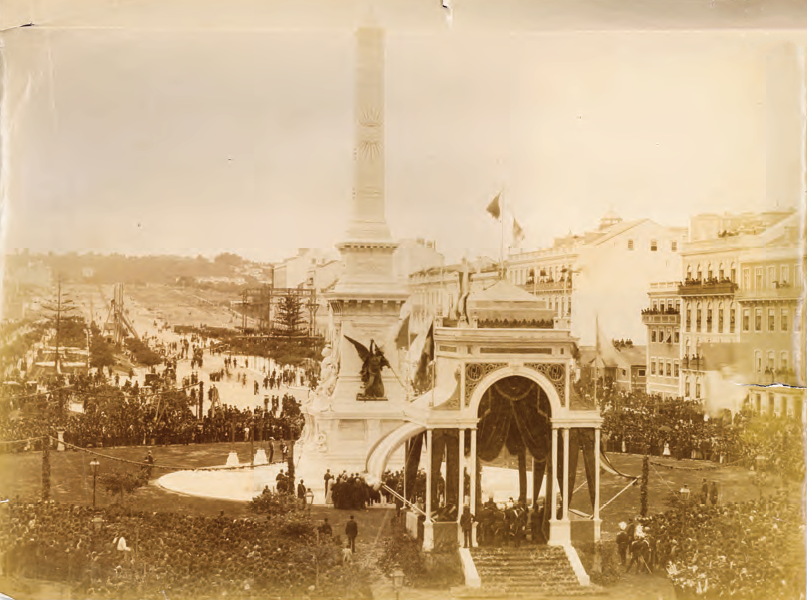
Inauguração do Monumento aos Restauradores de 1640, a 28 de Abril de 1886

O projeto do monumento é da autoria de António Tomás da Fonseca e dois artistas portugueses. Respetivamente, as estátuas alegóricas (os génios da Vitória e da Independência) executadas pelo José Simões de Almeida do lado norte e Alberto Nunes a sul. A sua construção foi entregue a Sérgio Augusto de Barros. Nas quatro faces escreveram-se a bronze os nomes e as datas das principais batalhas da guerra da Restauração.
Por ocasião da implantação da República Portuguesa a nova Bandeira de Portugal, após a decisão de alteração das suas cores, foi hasteada pela primeira vez e apresentada oficialmente para todo o país, a 1 de dezembro de 1910, junto deste monumento por ocasião dos 270 anos da Restauração da Independência.